# Annales de Metz

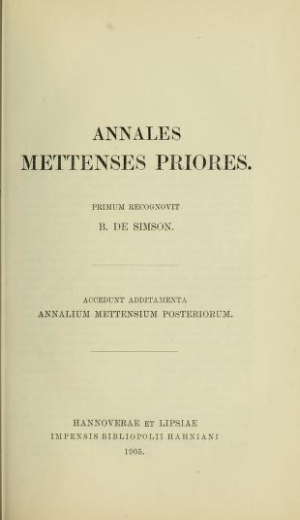
Page de titre des Annales de Metz dans sa version publiée en 1905 par Bernhard von Simson pour les Monumenta Germaniæ Historica

Les Annales de Metz (en latin Annales Mettenses) sont à l'origine une compilation historique en latin publiée en 1626 par André Duchesne. Il leur donna ce nom car elles provenaient d'un manuscrit de l'abbaye de Saint-Arnould, trouvé par Jacques Sirmond, où était narrée l'histoire des Francs depuis la fondation de leur royaume au Ve siècle jusqu'en 904. Cependant, le récit de la période allant du début jusqu'en 687 (bataille de Tertry) n'est qu'une reprise de textes publiés précédemment par Duchesne dans ses deux premiers volumes, et donc ne fut publiée sous ce titre, dans sa collection, que la partie allant de 687 à 904. C'est elle qui fut connue ensuite sous le nom d'Annales de Metz.

## Description
On sait depuis longtemps que cette compilation, qui date de la fin du Xe  ou du début du XIe siècle, puise largement à des sources connues : principalement les Annales regni Francorum, les Annales de Saint-Bertin et la Chronique de Réginon de Prüm. On soupçonnait cependant l'existence d'une « source perdue » pour le premier siècle de la période couverte. En 1895, Karl Hampe, prospectant pour la collection Monumenta Germaniæ Historica, la découvrit dans un manuscrit de la bibliothèque du chapitre de la cathédrale de Durham. Il s'agissait d'une narration couvrant la période 678-830. On lui a donné le nom d'Annales Mettenses priores (en baptisant parfois le texte de Duchesne Annales Mettenses posteriores).
L'analyse de ce nouveau texte a permis d'établir qu'il est composé de trois parties distinctes : une première allant de 678 à 805 ; une seconde qui va de 806 à 829 qui n'est qu'une reprise de la partie correspondante des Annales regni Francorum ; enfin, un récit de l'année 830. La première partie (donc les Annales Mettenses priores proprement dits) serait une œuvre d'un seul tenant rédigée vers 806 par un auteur très proche de la cour de Charlemagne.
La forme de l'œuvre paraît déconcertante : jusqu'en 754 environ (sacre de Pépin le Bref par le pape Étienne II), le texte mêle des éléments relevant de la biographie, de la chronique et des annales ; à partir de 755 (expédition en Italie), le schéma devient purement annalistique (les événements année par année). Le récit commence comme une biographie de Pépin de Herstal, puis s'élargit en une chronique de l'antagonisme entre la Neustrie et l'Austrasie, et ce balancement reparaît après la bataille de Vinchy (717) autour du personnage de Charles Martel, avec l'histoire de son ascension, puis un compte-rendu annalistique de son principat. Cette première partie dominée par le thème des dissensions internes trouve sa conclusion en 753 : « À partir de ce moment (la mort de Griffon), toute la terre des Francs connut sous la domination de Pépin la paix la plus complète ». L'ensemble est une célébration de la lignée carolingienne, exceptionnellement apte à l'exercice du pouvoir et bénéficiant de l'aide de Dieu.
Le lieu de la composition de l'œuvre fait l'objet de débats. Selon certains, elle est bien liée à la ville de Metz. D'autres auteurs envisagent plutôt comme origine l'abbaye de Saint-Denis ou l'abbaye de Chelles. En 806, Gisèle, sœur de Charlemagne, était abbesse de Chelles, et le récit de 830 est centré sur l'impératrice Judith, dont la mère Helwige dirigeait alors l'abbaye. Plusieurs femmes (Begge d'Andenne, Gertrude de Nivelles, Anseflède, Plectrude) se voient accorder une grande place dans le récit.

## Édition
- Bernhard von Simson (éd.), Annales Mettenses priores, Monumenta Germaniæ Historica, Hanovre, Hahn, 1905.